# 전기 구석기 시대
| 인류 역사의 구분  |             |           |           |
| 홀 로 세          | 역사 시대   | 역사 시대 | 역사 시대 |
| 홀 로 세          | 철기 시대   |           |           |
| 홀 로 세          | 청동기 시대 |           |           |
| 홀 로 세          | 동기 시대   |           |           |
| 홀 로 세          | 신석기 시대 |           |           |
| 홀 로 세          | 중석기 시대 |           |           |
| 플 라 이 스 토 세 | 후기 구석기 |           |           |
| 플 라 이 스 토 세 | 중기 구석기 |           |           |
| 플 라 이 스 토 세 | 전기 구석기 |           |           |
| 플 라 이 스 토 세 | 구석기 시대 |           |           |
| 플 라 이 스 토 세 | 석기 시대   |           |           |

전기 구석기(前期舊石器, Lower Paleolithic)는 구석기 시대 세부 분류 중 가장 초기의 단계를 말한다. 약 250만년 전경, 초기 인류에 의한 최초의 분업 증거와 석기 사용이 고고학적 기록에 나타나며, 10만년전 중기 구석기 시대로 이어지는 중요한 진화적인 기술적인 변혁이 있을 때까지 계속되었다. 석기는 문화 유물이지만, 석기와 인간에게 일어난 생물학적 발전의 연관은 무척 중요하다. 250만 년 전까지 초기 인간은 채식을 했기 때문이다. 하지만 석기가 발명됨으로써 인간은 육식이 가능해져 사냥한 짐승의 근육과 내장을 먹을 수 있게 되었으며, 이 변화는 두뇌의 발달에 큰 영향을 미쳤다.

## 최초의 종
올두바이 협곡과 같은 호모 하빌리스의 유적은 인류를 좀 더 이해하기 쉽게 해준다. 석기의 사용은 이 인류들에 의해 약 250만년 전에 개발되어, 150만년 전 호모 에렉투스가 등장할 때까지 지속되었다. 올도완 석기를 사용한 호모 하빌리스의 구성원들은 수렵과 채집을 위해 불을 제어하는 것을 배웠다.

## 동남아시아
고고학자들은 말레이시아에서 183만년 전으로 거슬러 올라가는 석기를 발견했다.

## 유럽
올도완 석기를 만든 문화는 아프리카에서 유럽으로 옮겨왔고, 그곳에서 시작을 하였다. 북쪽에서는 유럽에서 아브빌 문화로 알려진 올도완 전통이 두가지 전통으로 분열되어 박편석기를 특징으로 하는 클락토니안 전통과 손도끼를 특징으로 하는 아슐리안 전통으로 나뉘었다. 뗀석기를 만들어 내는 르발루아 기법이 이 시기에 만들어졌다.

## 유적지

### 한국
- 단양 금굴: 현재 한반도에서 발견된 구석기 시대 유적 중 가장 오래된 곳으로 약 70만 년 전의 것임.
- 평안남도 상원 검은모루 동굴: 약 60만년전 내지 40만년전의 것으로 추정되는 구석기 유적.

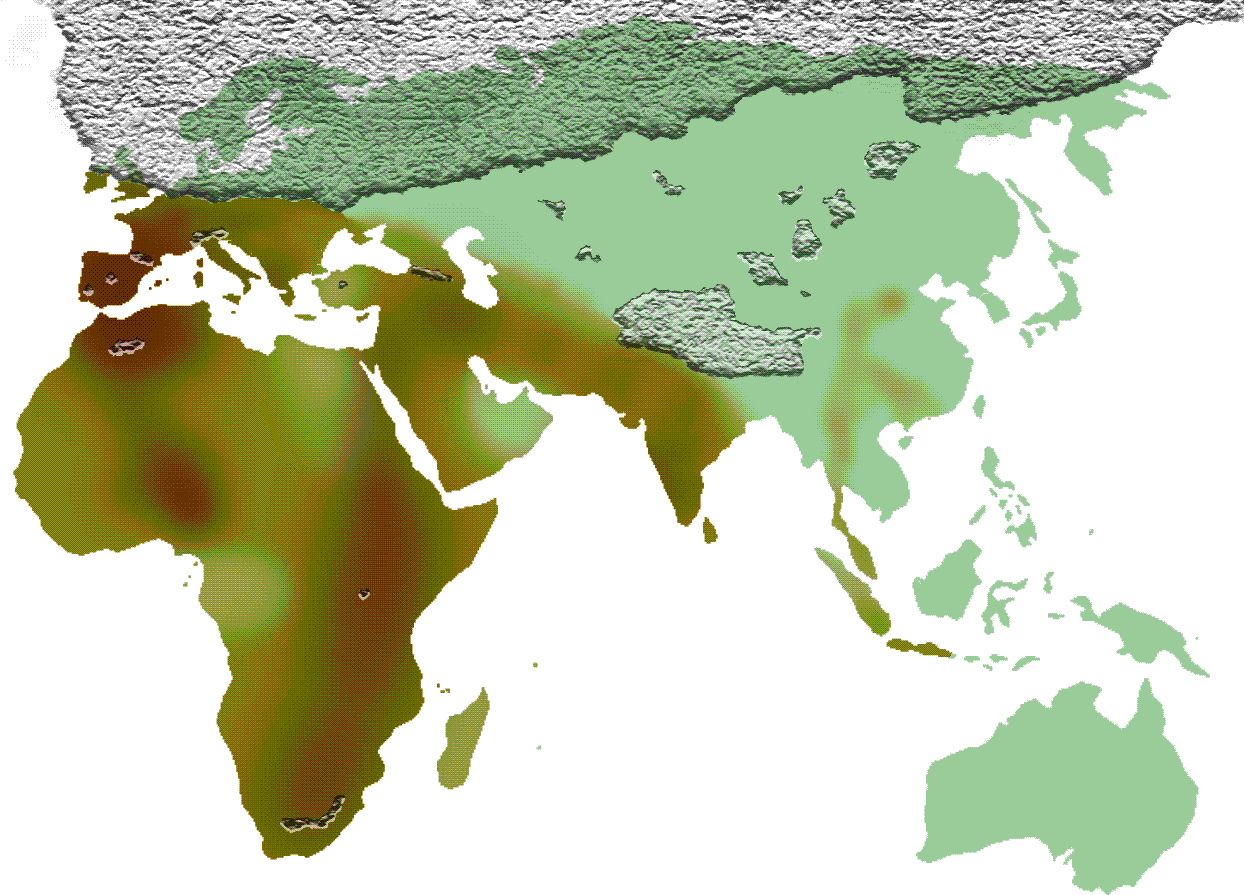
모비우스 라인

- 연천 전곡리: 동북아시아 최초로 주먹도끼가 발견된 유적으로, 이전에 유럽과 아프리카와 인도 부근까지 묶는 아슐리안계 양날 주먹 도끼 문화권, 중국, 한국, 일본을 포함한 동북아시아 지역은 동아시아식 찍개 문화권으로 분류하던 모비우스 학설(en:Movius Line, 주장자:en:Hallam L. Movius, 통설)이 뒤집힘.
- 공주 석장리: 남한 최초[3]로 제대로 발굴된 구석기 시대 유적으로서 공주시 석장리[4]에서 발견되었다. 예술품 발견.

## 같이 보기
- 선사 시대
- 중석기 시대